# Fontaine-la-Louvet
Fontaine-la-Louvet és un municipi francès situat al departament de l'Eure i a la regió de Normandia. L'any 2007 tenia 295 habitants.

## Demografia

### Població
El 2007 la població de fet de Fontaine-la-Louvet era de 295 persones. Hi havia 108 famílies, de les quals 36 eren unipersonals (12 homes vivint sols i 24 dones vivint soles), 32 parelles sense fills, 32 parelles amb fills i 8 famílies monoparentals amb fills.
La població ha evolucionat segons el següent gràfic:
Habitants censats

### Habitatges
El 2007 hi havia 190 habitatges, 119 eren l'habitatge principal de la família, 59 eren segones residències i 12 estaven desocupats. Tots els 184 habitatges eren cases. Dels 119 habitatges principals, 104 estaven ocupats pels seus propietaris, 11 estaven llogats i ocupats pels llogaters i 4 estaven cedits a títol gratuït; 5 tenien dues cambres, 17 en tenien tres, 26 en tenien quatre i 71 en tenien cinc o més. 98 habitatges disposaven pel capbaix d'una plaça de pàrquing. A 46 habitatges hi havia un automòbil i a 63 n'hi havia dos o més.

### Piràmide de població
La piràmide de població per edats i sexe el 2009 era:
| Homes | Edats   | Dones |
| ----- | ------- | ----- |
| 0     | 95 o +  | 0     |
| 0     | 90 a 94 | 0     |
| 0     | 85 a 89 | 0     |
| 0     | 80 a 84 | 0     |
| 0     | 75 a 79 | 0     |
| 8     | 70 a 74 | 16    |
| 8     | 65 a 69 | 8     |
| 12    | 60 a 64 | 12    |
| 4     | 55 a 59 | 8     |
| 8     | 50 a 54 | 8     |
| 20    | 45 a 49 | 20    |
| 12    | 40 a 44 | 8     |
| 4     | 35 a 39 | 4     |
| 16    | 30 a 34 | 12    |
| 8     | 25 a 29 | 12    |
| 8     | 20 a 24 | 4     |
| 12    | 15 a 19 | 12    |
| 16    | 10 a 14 | 4     |
| 4     | 5 a 9   | 8     |
| 4     | 0 a 4   | 0     |

## Economia
El 2007 la població en edat de treballar era de 197 persones, 152 eren actives i 45 eren inactives. De les 152 persones actives 135 estaven ocupades (84 homes i 51 dones) i 17 estaven aturades (7 homes i 10 dones). De les 45 persones inactives 17 estaven jubilades, 12 estaven estudiant i 16 estaven classificades com a «altres inactius».

### Ingressos
El 2009 a Fontaine-la-Louvet hi havia 123 unitats fiscals que integraven 300 persones, la mediana anual d'ingressos fiscals per persona era de 17.822 €.

### Activitats econòmiques
Dels 12 establiments que hi havia el 2007, 1 era d'una empresa de fabricació d'altres productes industrials, 5 d'empreses de construcció, 3 d'empreses de comerç i reparació d'automòbils, 2 d'empreses de serveis i 1 d'una empresa classificada com a «altres activitats de serveis».
Dels 4 establiments de servei als particulars que hi havia el 2009, 1 era un taller de reparació d'automòbils i de material agrícola, 2 fusteries i 1 lampisteria.
L'any 2000 a Fontaine-la-Louvet hi havia 17 explotacions agrícoles que ocupaven un total de 581 hectàrees.

## Poblacions més properes
El següent diagrama mostra les poblacions més properes.